# 和田安生
和田 安生（わだ やすお、1957年12月10日 - ）はかつてKBC九州朝日放送（アナウンス部やスポーツ部）に所属していたフリーアナウンサー。

## 経歴
山口県下関市出身。山口県立豊浦高等学校を経て西南学院大学商学部経営学科に入学。大学時にアナウンス研究会に所属（在福タレントの中島浩二が所属した同大学のディスクジョッキー研究会とは別サークル）。
1980年にKBCに入社し、アナウンサーになる。同期のアナウンサーは同じ山口出身で同郷の沢田幸二・奥田智子・山本栄子（現在は退社しアメリカ・オレゴン州在住）・他局では宮崎放送に入社しテレQに移籍した川上政行。福岡ダイエーホークスの試合実況をはじめ、野球・マラソン・ゴルフ・柔道などのスポーツ中継を中心に担当。1992年のバルセロナオリンピックでは、ジャパンコンソーシアムの一員として現地での取材やインタビューなどを担当した。
また、さまざまなラジオ番組のパーソナリティも務める。1998年からは、プロ野球の実況から退き、長年の夢であったラジオの帯番組（和田安生のまんぞくラヂオ、びっくり!パワーシャベル）を担当する。2001年にはホークス戦の始球式で福岡ドーム（現在の福岡ヤフオク!ドーム）のマウンドに立ち、観客の前で挨拶をした。その模様を中心に構成された番組は、2001年の「日本民間放送連盟賞 九州・沖縄地区ラジオ生ワイド番組部門」で最優秀賞を受賞した。2006年秋にKBCラジオの企画として「フォークウィーク」が行われた時期は、フォークナビゲーターとして頻繁に各番組に出演した。2010年4月にラジオ制作部長となり、制作部長業務に専念するために担当していたレギュラーのPAO〜N （金曜日）を降板する。2012年4月よりラジオ編成制作部長に就いていたものの、2019年1月現在は報道局スポーツ部所属となっており、PAO~Nのレギュラーパーソナリティ不在時（基本的に同じ苗字である和田侑也アナが該当）に代打で出演することがある。2023年1月1日に新春特別番組「びっくり！パワーシャベル2023」と題し、和田安生KBC卒業記念（会社員としての定年退職）という名目で9:00から12:00までの3時間に渡り復活放送される事が2022年12月1日に発表され、その後放送された。
2023年3月31日をもって九州朝日放送を定年退職。今後についてはフリーアナウンサーとして活動の意欲がある事をゲスト出演したオールナイトKBC（2023年2月26日放送分）の中で話している。
その後、2022年1月から『PAO～N』の月曜パーソナリティーとして出演していた川上政行が古巣・テレQの夕方のニュース番組『川上政行 You刊ふくおか』を担当することになったため、2023年3月27日に卒業した後任として翌週4月3日から復帰することになった。

## 人物
おすぎやスポーツ選手、アーティストなどの多くの有名人との親交も深い。ジャンボ尾崎、青木功、河村英文、長嶋茂雄、パンチョ伊東、達川光男などのものまねや（駄）洒落を得意とし、同期アナウンサーの沢田幸二と番組で共演するときは、頻繁にものまね・駄洒落の応酬を繰り広げた。
プロレスラーの佐山聡は小中学校時代の同級生。彼が扮する初代タイガーマスクに（番組上、正体を知らないふりをして）インタビューを行ったことがある。また、知人の結婚式の会場に余興としてタイガーのマスクをかぶって登場したところ、異様に盛り上がってしまい、偽物だとばらすことができなくなってそのまま立ち去ってしまったというエピソードもある。
1995年、「中島浩二アワー・ザ3P」が現役女子高生アイドルグループ「バナナっ娘CLUB」を企画したとき、番組にゲスト出演したシャ乱Qのつんくが口を滑らせてオリジナル曲を作曲することになったが作詞は引き受けなかったため、名乗りを上げて作詞を担当した（「ずっと　そばに　いてね」作詞：和田安生　作曲：つんく、歌：バナナっ娘CLUB）。
2001年、メインパーソナリティを務める「びっくり!!パワーシャベル」が民間放送連盟賞 ラジオ生ワイド部門優秀賞受賞。　
2004年まで使用されていた『KBCジャンボナイター』の始めの「KBCジァャンボナイタァー！」という掛け声と終わりの「KBCジャンボナイターを終わります」というセリフ、他のKBC野球中継のタイトルコールは彼の声である。

## 主な出演番組

### テレビ
- オハコンTV！ZOO
- うるとらマンボウ増刊号
- 夜はスッポン
- ゴルフ・KBCオーガスタ

### ラジオ
- KBCジャンボナイター
- 3P（メインパーソナリティの中島浩二とのトークコーナー「和田君と中島君」）
- 宵の口ワイド 穴があったら入りたい
- 沢田幸二と和田安生のラジオコング
- 和田安生のまんぞくラヂオ
- びっくり!パワーシャベル
- 和田安生の土曜日だ！
- 夜はこれから!AM派（ホークス派）宣言（月・火　担当）
- KBCサンデーミュージックカウントダウン
- PAO〜N (レギュラーとしては金曜 2008年10月 - 2010年3月（KBC在籍時）。不定期出演を経てフリー転身後は月曜2023年4月 - )
- オールナイトKBC・マントル宮本の××祭りだよ!カーニバロー! （不定期）
- アサデス。ラジオ（2021年10月よりブランチ内コーナーのオヒルデスに不定期（同年4月 - 9月までは特別の場合を除き週一）にて出演した）
- 福岡国際マラソン（1982年からは主に折り返し地点、1988年 - 2000年まで第一中継車及び放送センターで実況担当。2021年はKBC本社前から特別に担当した。その際センター実況の近藤鉄太郎から和田安生アナウンサーと紹介を受けた。）